# Seznam belgijskih kriminalcev
Seznam belgijskih kriminalcev.

## A
- Nordine Ben Allal

## B
- Madani Bouhouche

## C
- Pierre Carette

## D
- Marc Dutroux

## H
- Patrick Haemers
- Freddy Horion

## K
- Murat Kaplan